# Elio Vittorini
Elio Vittorini (Sirakuza, 23. srpnja 1908. – Milano, 12. veljače 1966.), talijanski pisac
Bio je samouk, a postupno prevladava provincijske okvire fašističke Italije i u uzorima suvremenih stranih književnika nalazi prespektive za novu prozu, kojoj je namijenio socijalnu i etičku funkciju. Uzdizao je ideale pravde, slobode i humanosti. Stvorio je osebujan izraz, lirski i ekspresivan, simboličan i alegorijski. Nakon rata uređivao je revije "Il Politecnico" i "Il Menabo".
Odabrana djela prevedena na hrvatski:
- Crveni karanfil (Il garofano rosso, 1933-1934)
- Razgovor na Siciliji (Conversazione in Sicilia, 1941)
- Ljudi i neljudi (Uomini e no, 1945)
- Simplon namiguje Frejusu (Il Sempione strizza l'occhio al Frejus, 1947)
- Mesinske žene (Le donne di Messina, 1949)
- Otvoreni dnevnik (Diario in pubblico, 1957)
- Gradovi svijeta (Le città del mondo, 1969)